# 공무원
공무원(公務員, 문화어: 정무원)은 중앙정부와 지방정부 그리고 공공 기관의 사무를 맡는 신분을 뜻한다.
공무원의 종류로는 경력직 공무원, 특정직 공무원, 정무직 공무원이 존재한다. 국가공무원법 제2조 제2항 제1호, 지방공무원법 제2조 제2항 제1호 항에 의거, 경력직 공무원, 특정직 공무원은 경찰, 군인, 소방관, 검사, 판사 등을 포함하고 있다.
국가공무원법 제2조 제3항 제1호, 지방공무원법 제2조 제3항 제1호 항에 의거, 정무직 공무원은 대통령, 국무총리, 국회의장, 부총리, 대법원장, 경찰청장, 검찰총장, 장관, 차관, 국회의원 등 1급 이상 국가의 초고위 공무원을 의미한다. 정무직 공무원은 군사적, 행정적, 사법적 집행 권한을 가진 신분이기에 정치인으로 분류하기도 한다. 정치인은 가장 강력한 권력을 가지고 있으며 평균 연봉은 2024년 기준 세전 5억원 정도를 받는다.(품위유지비 등 포함) 인구 감소의 시대임에도 공무원의 수는 증가하는 추세이다. 최고위급 공무원을 정무직 공무원이라고 하지만 그냥 공무원이라고 부르는 경우도 많다.

## 판례

### 공무원 종류
- 대통령은 국민 전체에 대한 봉사자로 헌법상 공무원에 해당한다.[4]
- 고도의 정책결정 업무를 담당하거나 이러한 업무를 보조하는 공무원으로서 법령에서 지정된 정무직공무원은 특수경력직공무원에 해당한다.[5]
- 농업협동조합중앙회나 그 회장은 무고죄의 공무소나 공무원에 해당 하지 않는다.[6]

### 직업공무원제
- 직업공무원제도는 헌법이 보장하는 제도적 보장중의 하나이므로 입법자는 직업공무원제에 관하여 ‘최소한 보장’의 원칙의 한계 안에서 폭넓은 입법형성의 자유를 가진다.[7]

### 공무담임권
- 공무담임권의 보호영역에는 공직취임 기회의 자의적인 배제 뿐 아니라 공무원 신분의 부당한 박탈이나 권한(직무)의 부당한 정지도 포함된다.[8]

### 보수청구권
- 공무원의 보수청구권은, 법률 및 법률의 위임을 받은 하위법령에 의해 그 구체적 내용이 형성되면 재산적 가치가 있는 공법상의 권리가 되어 재산권의 내용에 포함되지만, 법령에 의하여 구체적 내용이 형성되기 전의 권리, 즉 공무원이 국가 또는 지방자치단체에 대하여 어느 수준의 보수를 청구할 수 있는 권리는 단순한 기대이익에 불과하여 재산권의 내용에 포함된다고 볼 수 없다[9]

## 같이 보기
- 대한민국의 공무원
- 공무담임권
- 공무집행방해죄

## 참고 문헌
- 이 문서에는 다음커뮤니케이션(현 카카오)에서 GFDL 또는 CC-SA 라이선스로 배포한 글로벌 세계대백과사전의 내용을 기초로 작성된 글이 포함되어 있습니다.